# Дирфис-Месапия
Ди́рфис-Месапи́я (греч. Δήμος Διρφύων - Μεσσαπίων) — община (дим) в Греции. Расположена на острове Эвбее в Эгейском море. Входит в периферийную единицу Эвбею в периферии Центральной Греции. Население 18 800 жителей по переписи 2011 года. Площадь 777,42 квадратного километра. Плотность 24,18 человека на квадратный километр. Административный центр — Псахна. Димархом на местных выборах 2014 года избран Еорьос Псатас (Γεώργιος Ψαθάς).
Создана в 2011 году по программе «Калликратис» при слиянии упразднённых общин Дирфиса и Месапии.

## Административное деление

Административное деление общины:
1 — Месапия
2 — Дирфис

Община (дим) Дирфис-Месапия делится на две общинные единицы.